# Microbotryum bosniacum
Microbotryum bosniacum är en svampart som först beskrevs av Günther von Mannagetta und Lërchenau Beck, och fick sitt nu gällande namn av Vánky 1998. Microbotryum bosniacum ingår i släktet Microbotryum och familjen Microbotryaceae.   Inga underarter finns listade i Catalogue of Life.